# Список эпизодов телесериала «Игра престолов»
«Игра престолов» — американский телесериал в жанре фэнтези, созданный по мотивам цикла романов «Песнь Льда и Огня» писателя Джорджа Мартина.
Действие книг проходит на фоне политических интриг и, позже, гражданской войны в борьбе за власть над вымышленным континентом Вестерос. Роберт Баратеон, король Семи Королевств, просит своего старого друга Эддарда Старка стать его новым Десницей — главным советником. Эддард, подозревая, что его предшественник на этом посту был убит, принимает должность, чтобы расследовать обстоятельства гибели и защитить короля. В то же время родственники королевы, Ланнистеры, пытаются взять Вестерос под свой полный контроль. Параллельно за морем последние представители ранее свергнутой Баратеоном королевской семьи Таргариенов разыскивают союзников, способных вернуть им трон Семи Королевств. Конфликт между этими и другими семьями, в том числе Грейджоями, Талли, Арренами, Мартеллами и Тиреллами, приводит к войне. Между тем, на Севере, пробуждается забытое, ставшее легендами зло. Среди войны и политической неразберихи небольшое братство, Ночной дозор, остаётся единственным, стоящим между миром людей и этим ужасом.

## Обзор сезонов
| Сезон | Сезон | Эпизоды | Дата оригинального показа | Дата оригинального показа | Среднее кол-во зрителей (миллионы) | Основан на книгах |
| Сезон | Сезон | Эпизоды | Премьера сезона           | Финал сезона              | Среднее кол-во зрителей (миллионы) | Основан на книгах |
| ----- | ----- | ------- | ------------------------- | ------------------------- | ---------------------------------- | --- |
|       | 1     | 10      | 17 апреля 2011            | 19 июня 2011              | 2,52                               | «Игра престолов» (1996) |
|       | 2     | 10      | 1 апреля 2012             | 3 июня 2012               | 3,80                               | «Битва королей» (1998) |
|       | 3     | 10      | 31 марта 2013             | 9 июня 2013               | 4,97                               | Две трети книги «Буря мечей» (2000) |
|       | 4     | 10      | 6 апреля 2014             | 15 июня 2014              | 6,84                               | Одна треть книги «Буря мечей» (2000), отчасти «Пир стервятников» (2005) и «Танец с драконами» (2011)                                                                                         |
|       | 5     | 10      | 12 апреля 2015            | 14 июня 2015              | 6,88                               | Основная часть книг «Пир стервятников» (2005) и «Танец с драконами» (2011) и оригинальное содержание, а также последние главы книги «Буря мечей» (2000) и начальные главы книги «Ветра зимы» |
|       | 6     | 10      | 24 апреля 2016            | 26 июня 2016              | 7,69                               | Оригинальное содержание и первая половина незавершённой книги «Ветра зимы», отчасти «Пир стервятников» (2005) и «Танец с драконами» (2011)                                                   |
|       | 7     | 7       | 16 июля 2017              | 27 августа 2017           | 10,26                              | Оригинальное содержание, вторая половина незавершённой книги «Ветра зимы» и первая половина запланированной книги «Грёзы о весне»                                                            |
|       | 8     | 6       | 14 апреля 2019            | 19 мая 2019               | 11,99                              | Оригинальное содержание и вторая половина запланированной книги «Грёзы о весне» |

## Список серий

### Сезон 1 (2011)
| № общий | № в сезоне | Название                                                                    | Режиссёр       | Автор сценария                                                                               | Дата премьеры  | Зрители в США (млн) |
| ------- | ---------- | --------------------------------------------------------------------------- | -------------- | -------------------------------------------------------------------------------------------- | -------------- | ------------------- |
| 1       | 1          | «Зима близко» «Winter is Coming»                                            | Тим Ван Паттен | Дэвид Бениофф и Д. Б. Уайсс                                                                  | 17 апреля 2011 | 2,22                |
| 2       | 2          | «Королевский тракт» «The Kingsroad»                                         | Тим Ван Паттен | Дэвид Бениофф и Д. Б. Уайсс                                                                  | 24 апреля 2011 | 2,20                |
| 3       | 3          | «Лорд Сноу» «Lord Snow»                                                     | Брайан Кирк    | Дэвид Бениофф и Д. Б. Уайсс                                                                  | 1 мая 2011     | 2,44                |
| 4       | 4          | «Калеки, бастарды и сломанные вещи» «Cripples, Bastards, and Broken Things» | Брайан Кирк    | Брайан Когман                                                                                | 8 мая 2011     | 2,45                |
| 5       | 5          | «Волк и Лев» «The Wolf and the Lion»                                        | Брайан Кирк    | Дэвид Бениофф и Д. Б. Уайсс                                                                  | 15 мая 2011    | 2,58                |
| 6       | 6          | «Золотая корона» «A Golden Crown»                                           | Дэниел Минахан | Сюжет: Дэвид Бениофф и Д. Б. Уайсс Телесценарий: Джейн Эспенсон, Дэвид Бениофф и Д. Б. Уайсс | 22 мая 2011    | 2,44                |
| 7       | 7          | «Ты побеждаешь или умираешь» «You Win or You Die»                           | Дэниел Минахан | Дэвид Бениофф и Д. Б. Уайсс                                                                  | 29 мая 2011    | 2,40                |
| 8       | 8          | «Острый конец» «Pointy End»                                                 | Дэниел Минахан | Джордж Р. Р. Мартин                                                                          | 5 июня 2011    | 2,72                |
| 9       | 9          | «Бейелор» «Baelor»                                                          | Алан Тейлор    | Дэвид Бениофф и Д. Б. Уайсс                                                                  | 12 июня 2011   | 2,66                |
| 10      | 10         | «Пламя и кровь» «Fire and Blood»                                            | Алан Тейлор    | Дэвид Бениофф и Д. Б. Уайсс                                                                  | 19 июня 2011   | 3,04                |

### Сезон 2 (2012)
| № общий | № в сезоне | Название                                                        | Режиссёр       | Автор сценария              | Дата премьеры  | Зрители в США (млн) |
| ------- | ---------- | --------------------------------------------------------------- | -------------- | --------------------------- | -------------- | ------------------- |
| 11      | 1          | «Север помнит» «The North Remembers»                            | Алан Тейлор    | Дэвид Бениофф и Д. Б. Уайсс | 1 апреля 2012  | 3,86                |
| 12      | 2          | «Ночные Земли» «The Night Lands»                                | Алан Тейлор    | Дэвид Бениофф и Д. Б. Уайсс | 8 апреля 2012  | 3,76                |
| 13      | 3          | «То, что мертво, умереть не может» «What Is Dead May Never Die» | Алик Сахаров   | Брайан Когман               | 15 апреля 2012 | 3,77                |
| 14      | 4          | «Костяной Сад» «Garden of Bones»                                | Дэвид Петрарка | Ванесса Тейлор              | 22 апреля 2012 | 3,65                |
| 15      | 5          | «Призрак Харренхола» «The Ghost of Harrenhal»                   | Дэвид Петрарка | Дэвид Бениофф и Д. Б. Уайсс | 29 апреля 2012 | 3,90                |
| 16      | 6          | «Старые Боги и Новые» «The Old Gods and the New»                | Дэвид Наттер   | Ванесса Тейлор              | 6 мая 2012     | 3,88                |
| 17      | 7          | «Человек без чести» «A Man without Honor»                       | Дэвид Наттер   | Дэвид Бениофф и Д. Б. Уайсс | 13 мая 2012    | 3,69                |
| 18      | 8          | «Принц Винтерфелла» «The Prince of Winterfell»                  | Алан Тейлор    | Дэвид Бениофф и Д. Б. Уайсс | 20 мая 2012    | 3,86                |
| 19      | 9          | «Черноводная» «Blackwater»                                      | Нил Маршалл    | Джордж Р. Р. Мартин         | 27 мая 2012    | 3,38                |
| 20      | 10         | «Валар Моргулис» «Valar Morghulis»                              | Алан Тейлор    | Дэвид Бениофф и Д. Б. Уайсс | 3 июня 2012    | 4,20                |

### Сезон 3 (2013)
| № общий | № в сезоне | Название                                                   | Режиссёр        | Автор сценария              | Дата премьеры  | Зрители в США (млн) |
| ------- | ---------- | ---------------------------------------------------------- | --------------- | --------------------------- | -------------- | ------------------- |
| 21      | 1          | «Валар Дохаэрис» «Valar Dohaeris»                          | Дэниел Минахан  | Дэвид Бениофф и Д. Б. Уайсс | 31 марта 2013  | 4,37                |
| 22      | 2          | «Чёрные крылья, чёрные вести» «Dark Wings, Dark Words»     | Дэниел Минахан  | Ванесса Тейлор              | 7 апреля 2013  | 4,27                |
| 23      | 3          | «Стезя страданий» «Walk of Punishment»                     | Дэвид Бениофф   | Дэвид Бениофф и Д. Б. Уайсс | 14 апреля 2013 | 4,72                |
| 24      | 4          | «Теперь его дозор окончен» «And Now His Watch is Ended»    | Алекс Грейвз    | Дэвид Бениофф и Д. Б. Уайсс | 21 апреля 2013 | 4,87                |
| 25      | 5          | «Поцелованная огнём» «Kissed by Fire»                      | Алекс Грейвз    | Брайан Когман               | 28 апреля 2013 | 5,35                |
| 26      | 6          | «Подъём» «The Climb»                                       | Алик Сахаров    | Дэвид Бениофф и Д. Б. Уайсс | 5 мая 2013     | 5,50                |
| 27      | 7          | «Медведь и прекрасная дева» «The Bear and the Maiden Fair» | Мишель Макларен | Джордж Р. Р. Мартин         | 12 мая 2013    | 4,84                |
| 28      | 8          | «Младшие Сыны» «Second Sons»                               | Мишель Макларен | Дэвид Бениофф и Д. Б. Уайсс | 19 мая 2013    | 5,13                |
| 29      | 9          | «Рейны из Кастамере» «The Rains of Castamere»              | Дэвид Наттер    | Дэвид Бениофф и Д. Б. Уайсс | 2 июня 2013    | 5,22                |
| 30      | 10         | «Мать» «Mhysa»                                             | Дэвид Наттер    | Дэвид Бениофф и Д. Б. Уайсс | 9 июня 2013    | 5,39                |

### Сезон 4 (2014)
| № общий | № в сезоне | Название                                          | Режиссёр        | Автор сценария              | Дата премьеры  | Зрители в США (млн) |
| ------- | ---------- | ------------------------------------------------- | --------------- | --------------------------- | -------------- | ------------------- |
| 31      | 1          | «Два меча» «Two Swords»                           | Д. Б. Уайсс     | Дэвид Бениофф и Д. Б. Уайсс | 6 апреля 2014  | 6,64                |
| 32      | 2          | «Лев и Роза» «The Lion and the Rose»              | Алекс Грейвз    | Джордж Р. Р. Мартин         | 13 апреля 2014 | 6,31                |
| 33      | 3          | «Разрушительница оков» «Breaker of Chains»        | Алекс Грейвз    | Дэвид Бениофф и Д. Б. Уайсс | 20 апреля 2014 | 6,59                |
| 34      | 4          | «Верный клятве» «Oathkeeper»                      | Мишель Макларен | Брайан Когман               | 27 апреля 2014 | 6,90                |
| 35      | 5          | «Именуемый первым» «First of His Name»            | Мишель Макларен | Дэвид Бениофф и Д. Б. Уайсс | 4 мая 2014     | 7,16                |
| 36      | 6          | «Законы богов и людей» «The Laws of Gods and Men» | Алик Сахаров    | Брайан Когман               | 11 мая 2014    | 6,40                |
| 37      | 7          | «Пересмешник» «Mockingbird»                       | Алик Сахаров    | Дэвид Бениофф и Д. Б. Уайсс | 18 мая 2014    | 7,20                |
| 38      | 8          | «Гора и Змей» «The Mountain and the Viper»        | Алекс Грейвз    | Дэвид Бениофф и Д. Б. Уайсс | 1 июня 2014    | 7,17                |
| 39      | 9          | «Дозорные на Стене» «The Watchers on the Wall»    | Нил Маршалл     | Дэвид Бениофф и Д. Б. Уайсс | 8 июня 2014    | 6,95                |
| 40      | 10         | «Дети» «The Children»                             | Алекс Грейвз    | Дэвид Бениофф и Д. Б. Уайсс | 15 июня 2014   | 7,09                |

### Сезон 5 (2015)
| № общий | № в сезоне | Название                                                            | Режиссёр        | Автор сценария              | Дата премьеры  | Зрители в США (млн) |
| ------- | ---------- | ------------------------------------------------------------------- | --------------- | --------------------------- | -------------- | ------------------- |
| 41      | 1          | «Грядущие войны» «The Wars to Come»                                 | Майкл Словис    | Дэвид Бениофф и Д. Б. Уайсс | 12 апреля 2015 | 8,00                |
| 42      | 2          | «Чёрно-Белый Дом» «The House of Black and White»                    | Майкл Словис    | Дэвид Бениофф и Д. Б. Уайсс | 19 апреля 2015 | 6,81                |
| 43      | 3          | «Его Воробейшество» «High Sparrow»                                  | Марк Майлод     | Дэвид Бениофф и Д. Б. Уайсс | 26 апреля 2015 | 6,71                |
| 44      | 4          | «Сыны Гарпии» «Sons of the Harpy»                                   | Марк Майлод     | Дэйв Хилл                   | 3 мая 2015     | 6,82                |
| 45      | 5          | «Убей мальчишку» «Kill the Boy»                                     | Джереми Подесва | Брайан Когман               | 10 мая 2015    | 6,56                |
| 46      | 6          | «Непокорные, несгибаемые, несломленные» «Unbowed, Unbent, Unbroken» | Джереми Подесва | Брайан Когман               | 17 мая 2015    | 6,24                |
| 47      | 7          | «Дар» «The Gift»                                                    | Мигель Сапочник | Дэвид Бениофф и Д. Б. Уайсс | 24 мая 2015    | 5,40                |
| 48      | 8          | «Суровый Дом» «Hardhome»                                            | Мигель Сапочник | Дэвид Бениофф и Д. Б. Уайсс | 31 мая 2015    | 7,01                |
| 49      | 9          | «Танец драконов» «The Dance of Dragons»                             | Дэвид Наттер    | Дэвид Бениофф и Д. Б. Уайсс | 7 июня 2015    | 7,14                |
| 50      | 10         | «Милосердие Матери» «Mother's Mercy»                                | Дэвид Наттер    | Дэвид Бениофф и Д. Б. Уайсс | 14 июня 2015   | 8,11                |

### Сезон 6 (2016)
| № общий | № в сезоне | Название                                       | Режиссёр        | Автор сценария              | Дата премьеры  | Зрители в США (млн) |
| ------- | ---------- | ---------------------------------------------- | --------------- | --------------------------- | -------------- | ------------------- |
| 51      | 1          | «Красная женщина» «The Red Woman»              | Джереми Подесва | Дэвид Бениофф и Д. Б. Уайсс | 24 апреля 2016 | 7,94                |
| 52      | 2          | «Дом» «Home»                                   | Джереми Подесва | Дэйв Хилл                   | 1 мая 2016     | 7,29                |
| 53      | 3          | «Клятвопреступник» «Oathbreaker»               | Дэниел Сакхайм  | Дэвид Бениофф и Д. Б. Уайсс | 8 мая 2016     | 7,28                |
| 54      | 4          | «Книга Неведомого» «Book of the Stranger»      | Дэниел Сакхайм  | Дэвид Бениофф и Д. Б. Уайсс | 15 мая 2016    | 7,82                |
| 55      | 5          | «Дверь» «The Door»                             | Джек Бендер     | Дэвид Бениофф и Д. Б. Уайсс | 22 мая 2016    | 7,89                |
| 56      | 6          | «Кровь моей крови» «Blood of My Blood»         | Джек Бендер     | Брайан Когман               | 29 мая 2016    | 6,71                |
| 57      | 7          | «Сломленный человек» «The Broken Man»          | Марк Майлод     | Брайан Когман               | 5 июня 2016    | 7,80                |
| 58      | 8          | «Никто» «No One»                               | Марк Майлод     | Дэвид Бениофф и Д. Б. Уайсс | 12 июня 2016   | 7,60                |
| 59      | 9          | «Битва бастардов» «The Battle of the Bastards» | Мигель Сапочник | Дэвид Бениофф и Д. Б. Уайсс | 19 июня 2016   | 7,66                |
| 60      | 10         | «Ветра зимы» «The Winds of Winter»             | Мигель Сапочник | Дэвид Бениофф и Д. Б. Уайсс | 26 июня 2016   | 8,89                |

### Сезон 7 (2017)
| № общий | № в сезоне | Название                                    | Режиссёр        | Автор сценария              | Дата премьеры   | Зрители в США (млн) |
| ------- | ---------- | ------------------------------------------- | --------------- | --------------------------- | --------------- | ------------------- |
| 61      | 1          | «Драконий Камень» «Dragonstone»             | Джереми Подесва | Дэвид Бениофф и Д. Б. Уайсс | 16 июля 2017    | 10,11               |
| 62      | 2          | «Бурерождённая» «Stormborn»                 | Марк Майлод     | Брайан Когман               | 23 июля 2017    | 9,27                |
| 63      | 3          | «Правосудие королевы» «The Queen's Justice» | Марк Майлод     | Дэвид Бениофф и Д. Б. Уайсс | 30 июля 2017    | 9,25                |
| 64      | 4          | «Трофеи войны» «The Spoils of War»          | Мэтт Шекман     | Дэвид Бениофф и Д. Б. Уайсс | 6 августа 2017  | 10,17               |
| 65      | 5          | «Восточный Дозор» «Eastwatch»               | Мэтт Шекман     | Дэйв Хилл                   | 13 августа 2017 | 10,72               |
| 66      | 6          | «За Стеной» «Beyond the Wall»               | Алан Тейлор     | Дэвид Бениофф и Д. Б. Уайсс | 20 августа 2017 | 10,24               |
| 67      | 7          | «Дракон и Волк» «The Dragon and the Wolf»   | Джереми Подесва | Дэвид Бениофф и Д. Б. Уайсс | 27 августа 2017 | 12,07               |

### Сезон 8 (2019)
| № общий | № в сезоне | Название                                                  | Режиссёр                    | Автор сценария              | Дата премьеры  | Зрители в США (млн) |
| ------- | ---------- | --------------------------------------------------------- | --------------------------- | --------------------------- | -------------- | ------------------- |
| 68      | 1          | «Винтерфелл» «Winterfell»                                 | Дэвид Наттер                | Дэйв Хилл                   | 14 апреля 2019 | 11,76               |
| 69      | 2          | «Рыцарь Семи Королевств» «A Knight of the Seven Kingdoms» | Дэвид Наттер                | Брайан Когман               | 21 апреля 2019 | 10,29               |
| 70      | 3          | «Долгая Ночь» «The Long Night»                            | Мигель Сапочник             | Дэвид Бениофф и Д. Б. Уайсс | 28 апреля 2019 | 12,02               |
| 71      | 4          | «Последние из Старков» «The Last of the Starks»           | Дэвид Наттер                | Дэвид Бениофф и Д. Б. Уайсс | 5 мая 2019     | 11,80               |
| 72      | 5          | «Колокола» «The Bells»                                    | Мигель Сапочник             | Дэвид Бениофф и Д. Б. Уайсс | 12 мая 2019    | 12,48               |
| 73      | 6          | «Железный Трон» «The Iron Throne»                         | Дэвид Бениофф и Д. Б. Уайсс | Дэвид Бениофф и Д. Б. Уайсс | 19 мая 2019    | 13,61               |

## Графики рейтингов
|           | Эп. 1 | Эп. 2 | Эп. 3 | Эп. 4 | Эп. 5 | Эп. 6 | Эп. 7 | Эп. 8 | Эп. 9 | Эп. 10 | Среднее значение |
| 1-й сезон | 2,22  | 2,20  | 2,44  | 2,45  | 2,58  | 2,44  | 2,40  | 2,72  | 2,66  | 3,04   | 2,52             |
| 2-й сезон | 3,86  | 3,76  | 3,77  | 3,65  | 3,90  | 3,88  | 3,69  | 3,86  | 3,38  | 4,20   | 3,80             |
| 3-й сезон | 4,37  | 4,27  | 4,72  | 4,87  | 5,35  | 5,50  | 4,84  | 5,13  | 5,22  | 5,39   | 4,97             |
| 4-й сезон | 6,64  | 6,31  | 6,59  | 6,95  | 7,16  | 6,40  | 7,20  | 7,17  | 6,95  | 7,09   | 6,84             |
| 5-й сезон | 8,00  | 6,81  | 6,71  | 6,82  | 6,56  | 6,24  | 5,40  | 7,01  | 7,14  | 8,11   | 6,88             |
| 6-й сезон | 7,94  | 7,29  | 7,28  | 7,82  | 7,89  | 6,71  | 7,80  | 7,60  | 7,66  | 8,89   | 7,69             |
| 7-й сезон | 10,11 | 9,27  | 9,25  | 10,17 | 10,72 | 10,24 | 12,07 |       |       |        | 10,26            |
| 8-й сезон | 11,76 | 10,29 | 12,02 | 11,80 | 12,48 | 13,61 |       |       |       |        | 11,99            |